# Trideželni park Goričko-Raab-Őrség
Trideželni park Goričko-Raab-Őrség je naravni park treh držav Slovenije, Avstrije in Madžarske na tromeji regije. 

## Geografija
Park sestavljajo slovenski Krajinski park Goričko, avstrijski Naravni park Raab (Naturpark Raab) in madžarski Narodni park Őrség (Őrségi Nemzeti Park). Naravni park vključuje 11 občin s površino 462 km² v Sloveniji, 7 občin s skupno površino 142,13 km² v Avstriji, in 28 občin s 440 km² na  Madžarskem.

## Čezmejno sodelovanje
Skupno mejno območje Slovenije, Avstrije in Madžarske odlikuje izjemna pestrost naravnih in kulturnih vrednot. Kot priznanje teh vrednot so te tri države ustanovile Narodni park Őrség, ustanovljen v letu 2002, Naravni park Raab na Južnem Gradiščanskem (Burgenland), ustanovljen 1996 in Krajinski park Goričko, razglašen leta 2003, s pravnimi temelji na zakonih posamezne države.
Partnerstvo o sodelovanju med predstavniki Krajinskega parka Goričko, Naravnega parka Raab in Narodnega parka Örség, je bilo podpisano prvič 21. maja 2006 v Slovenskem Mlinu (Windisch Minihof-u). Podpisali so ga predstavnik Naravnega parka Raab, Willi Thomas, direktor Narodnega parka Őrség, dr. Tibor Markovics in direktor Krajinskega parka Goričko, Janko Halb.  Na pobudo Narodnega parka Örség je bila v drugo podpisana dopolnitev 24. maja 2009. Namen partnerstva o sodelovanju je krepitev in oblikovanje skupnega razvoja ob troveji med Madžarsko, Avstrijo in Slovenijo na področju varstva narave, turizma, kulture, izobraževanja in regionalnega razvoja.

## Znamenitost in infrastruktura
Spomeniki in muzeji:
- Spominski prostor na 1664 na Schlösslbergu – muzej v Kreuzstadel s predmeti in informacijami (v obliki multimedijske instalacije) o turških vojnah
- Memorial na Schlösslbergu pri Modincih – oblikovalca Ottokarja Uhla
- Anina kapela v Modincih, (Mogersdorf) zgrajena okoli 1670
- Beli križ (Turški križ) je edinstven spomenik v Evropi, ki je bil postavljen leta 1984 in posebej spominja na turške vojake, ki so tu padli leta 1664.
- Tromejnik (pri Svetem Martinu ob Rabi) –  mejni kamen med Avstrijo-Slovenijo-Madžarsko z dokumentacijskim obeležjem
- Tromejnik (pri Sv. Ani pri Igu) – mejni kamen med Gradiščansko–Štajersko–Slovenijo, z Mejnikom-Marije-Terezije

Drugo:
- Razgled in zvonik na Sotinskem bregu (Stadelberg)
- Natura-2000-območje Ledavsko jezero

Del parka je »Pot miru«, tematska pot, ki spominja na pestro zgodovino regije: V bitki pri Modincih. 1. avgusta 1664 je krščanska vojska avstrijskih, nemških in francoskih čet premagal na obrežju Rabe Turke in s tem preprečila nadaljnjo širitev Otomanskega cesarstva.
Skozi park vodita tudi Vzhodnoavstrijska mejna pohodniška pot (avstrijska pohodniška pot na dolge razdalje 07) in Gradiščanska pohodniška pot na dolge razdalje.

## Galerija
- Spominsko obeležje na Schlösslbergu
- Spominsko obeležje / Tromejnik
- Razgledni stolp Sotinski Breg – Goričko
- Ledavsko jezero

## Spletne povezave
- Burgenland.at Arhivirano 2018-09-19 na Wayback Machine.
- Naturpark Raab
- Schlösslverein Mogersdorf
- Naturpark Goričko
- UNTERWEGS IM NATURPARK  RAAB – ÖRSÉG  - GORIČKO Arhivirano 2020-09-20 na Wayback Machine.